# Inostemma melicerta
Inostemma melicerta är en stekelart som beskrevs av Walker 1836. Inostemma melicerta ingår i släktet Inostemma och familjen gallmyggesteklar. Arten är reproducerande i Sverige. Inga underarter finns listade i Catalogue of Life.